# Distretto di Shib Koh
Il distretto di Shib Koh è un distretto nella provincia di Farah, nell'Afghanistan occidentale, al confine con l'Iran. La popolazione, stimata in 328.000 abitanti nel 2005, è per il 70% di etnia pashtun e per il 15% tagika.